# Loretto (Polska)
Loretto – wieś w Polsce położona w województwie mazowieckim, w powiecie wyszkowskim, w gminie Wyszków. Leży około 2 km od Świniotopu nad rzeką Liwiec, jest otoczone Nadbużańskim Parkiem Krajobrazowym. 
Wierni Kościoła rzymskokatolickiego należą do parafii Wniebowzięcia NMP w Kamieńczyku nad Bugiem. Znajduje się tam Sanktuarium Matki Bożej Loretańskiej.

## Pochodzenie nazwy
27 marca 1929 zmieniono urzędową nazwę miejscowości na Loretto, nawiązując w ten sposób bezpośrednio do Sanktuarium Świętego Domku Matki Bożej w Loreto (pisane przez jedno „t”) koło Ankony we Włoszech. Święty Domek w Loreto koło Ankony, a właściwie jego ściany, zostały przywiezione z Ziemi Świętej do Europy przez krzyżowców. Jak mówi tradycja, w domku tym żyła Maria i Jezus, stąd jego wielkie znaczenie dla chrześcijaństwa. Początkowo umieszczono go w Jugosławii, później przeniesiono do Włoch, w okolice Ankony i postawiono w lesie laurowym, stąd późniejsza nazwa Loreto. Jednocześnie z postawieniem Domku, w ołtarzu umieszczono figurę Matki Bożej z Dzieciątkiem. Rzeźba posiada dwie charakterystyczne cechy: jedna dalmatyka okrywa dwie postacie, a twarze Matki Bożej i Dzieciątka mają ciemne oblicza. W 1981 r. do polskiego Loretto sprowadzono wierną kopię tej figury.

## Sanktuarium
Początki sanktuarium maryjnego w Loretto sięgają 1928 r. Wówczas ks. Ignacy Kłopotowski, założyciel Zgromadzenia Sióstr Loretanek, proboszcz parafii Matki Bożej Loretańskiej w Warszawie, zakupił od dziedzica Ziatkowskiego duży majątek (o powierzchni około 130 ha) pod nazwą Zenówka, położony nad rzeką Liwiec, w odległości 60 km od stolicy.
Na początku w Loretto była skromna kapliczka w lesie, którą następnie przeniesiono do murowanego budynku. Z uwagi na wzrastającą liczbę wiernych przychodzących na nabożeństwa zaczęto myśleć o wybudowaniu dużej kaplicy poświęconej Matce Bożej Loretańskiej. Prace rozpoczęto w 1952 r. Pomimo utrudnień ze strony władzy komunistycznej w 1959 r. kaplica była już w stanie surowym. Pierwsza msza została odprawiona 19 marca 1960 r. Prace nad wykończeniem kaplicy trwały przez wiele lat. W 1971 r. wykonano elewację zewnętrzną, umieszczając na frontonie grafikę przedstawiającą Matkę Bożą Loretańską z napisem: „Bogu w Trójcy Świętej Jedynemu i Matce Bożej Loretańskiej 1971’’. Ostateczny wystrój nadał kaplicy artysta Jerzy Machaj, a jej poświęcenia dokonał 19 lutego 1984 r. biskup pomocniczy warszawski Jerzy Modzelewski. Początkowo kaplica była pw. Matki Bożej Różańcowej, a od momentu sprowadzenia z Włoch figury Matki Bożej Loretańskiej – jest pw. Matki Bożej Loretańskiej.
Obecnie w Loretto mieści się klasztor sióstr Loretanek i dom nowicjatu, dom dla starców pod nazwą „Dzieło Miłości im. Ks. Ignacego Kłopotowskiego”, domy rekolekcyjne, wypoczynkowe, kolonijne. Leśną ścieżką można dojść do cmentarza Sióstr Loretanek, gdzie znajduje się też grób ich założyciela Ignacego Kłopotowskiego. Niedaleko sanktuarium znajduje się pole namiotowe.

## Galeria

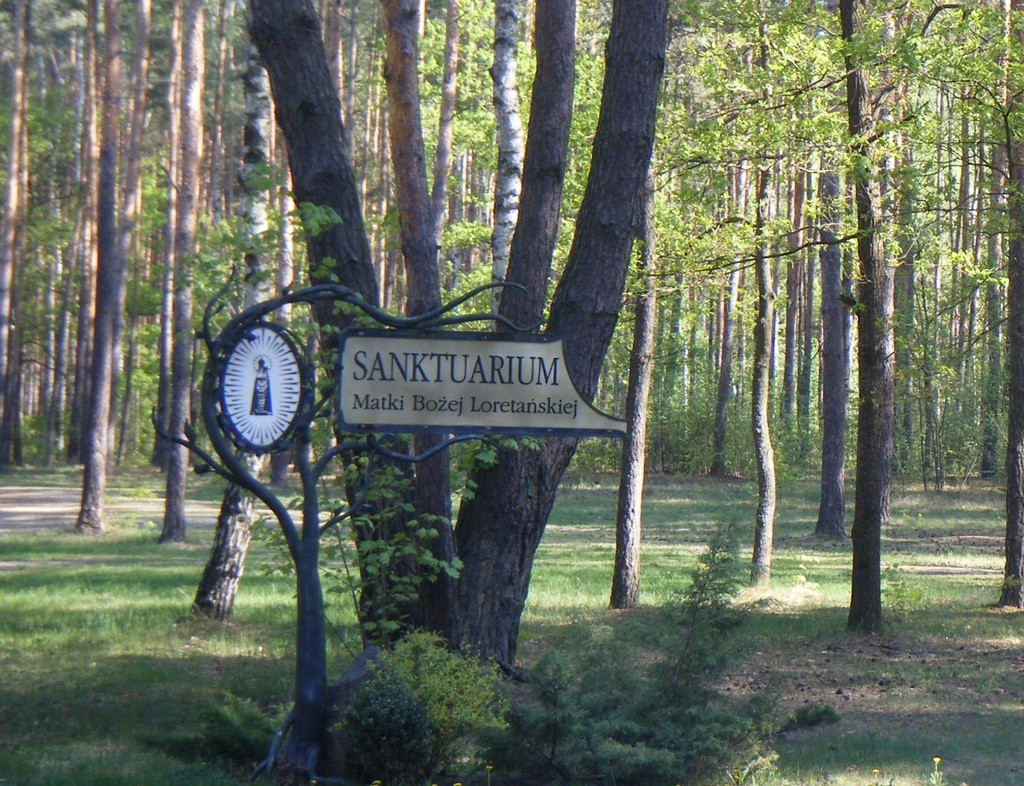
Drogowskaz
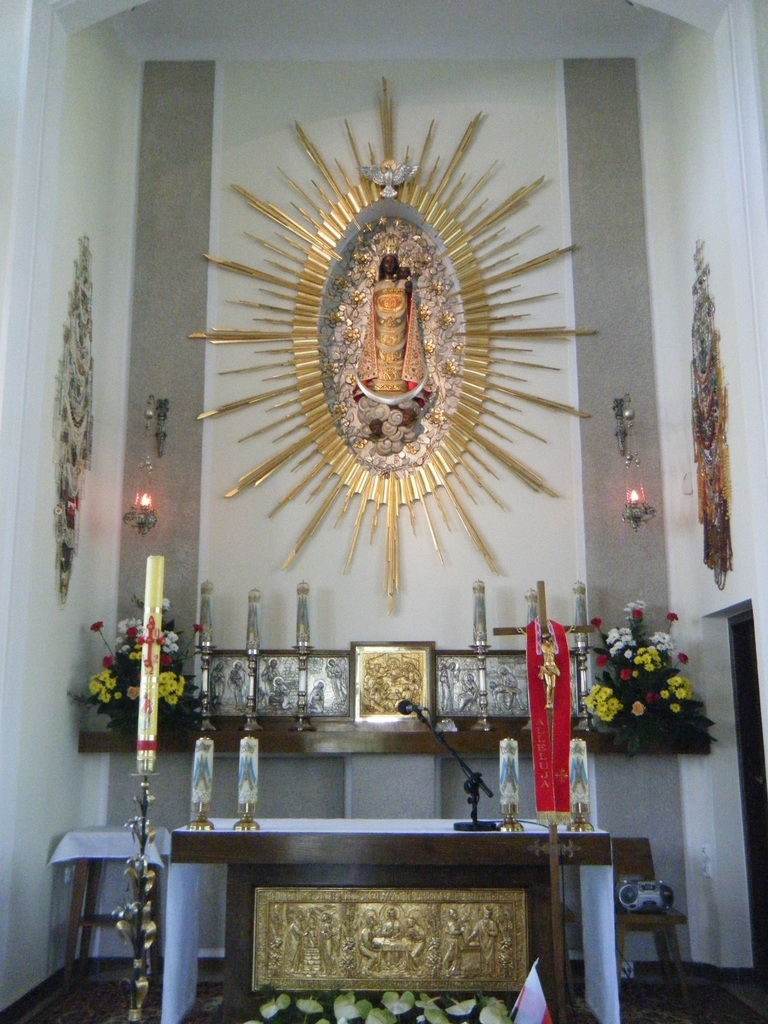
Wnętrze Sanktuarium
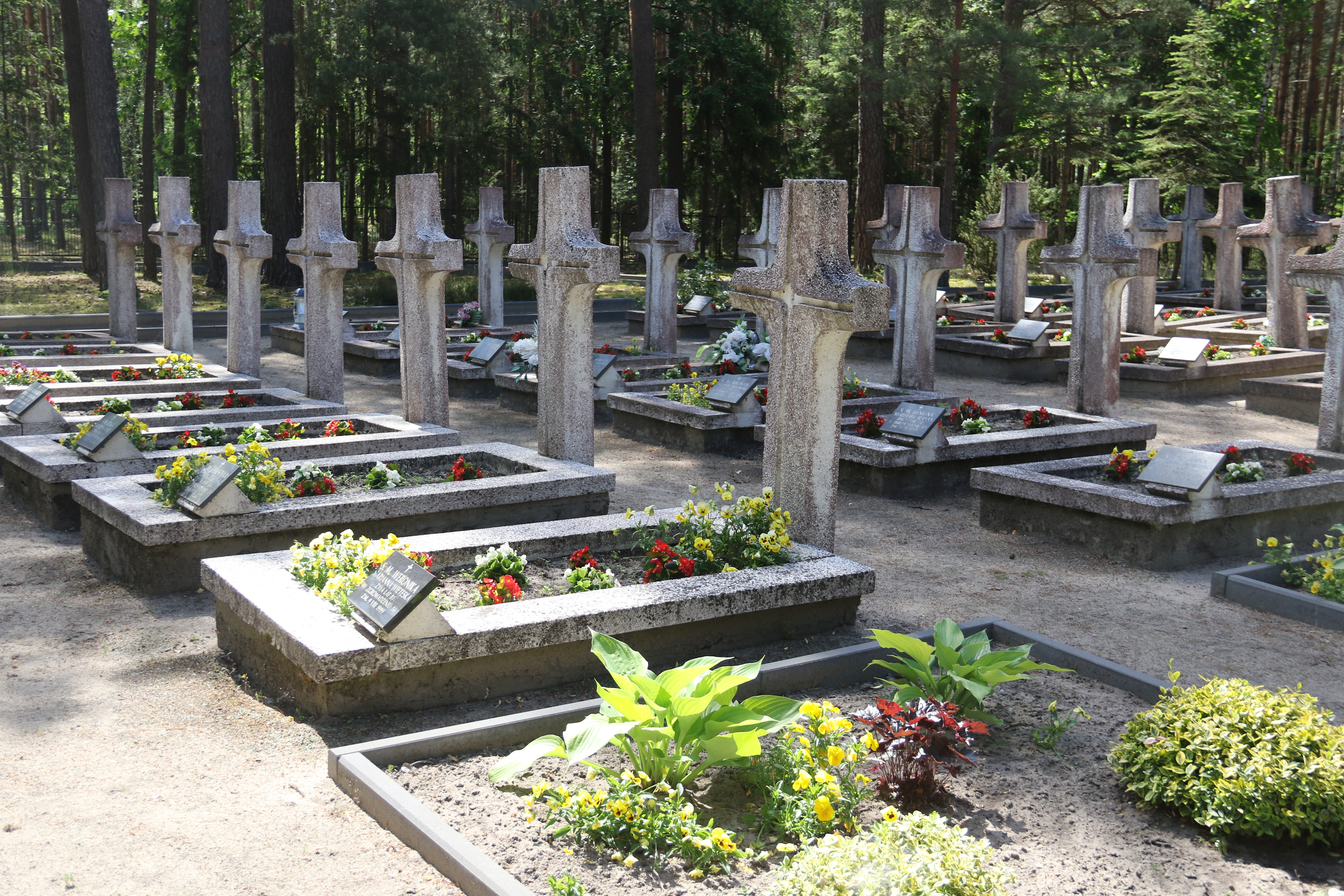
Cmentarz
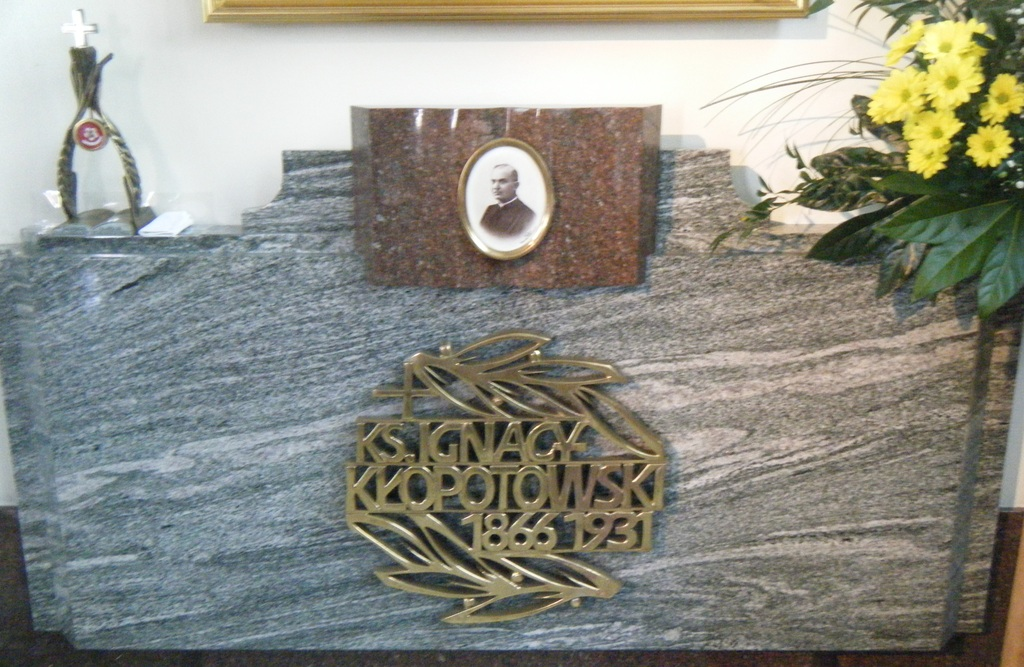
Grób Ignacego Kłopotowskiego